# 덕풍현
덕풍현(德豊縣)은 고려시대에 예산군 고덕면과 봉산면, 당진시 합덕읍에 있던 지역이다.

## 유래
덕풍현은 백제시대 금물현(今勿縣)현이다. 웅진도독부가 설치한 지심주의 기문현(己汶縣)의 옛 이름이 금물이라 하여 기문현을 금물현이라 알려져 있지만 기문(己汶)은 지금의 남원, 임실 일대이다.

## 역사
- 삼국시대 초기부터 백제의 영역에 속해 금물현이었다.
- 신라시대에 금무(今武)로 고쳤지만 표기만 달라져서 같이 쓰였다. 이산군의 영현이 되었다.
- 고려시대에 덕풍현(德豊縣)으로 고쳐 1018년 고려 현종 9년에 운주(運州:홍성)의 속현이 되었다.
- 고려 명종 대에 감무가 설치되었다.
- 1298년 충렬왕 24년 덕풍현에 딸린 합덕부곡이 합덕현으로 승격하였다.
- 조선왕조에 들어서 1405년 태종 5년 이산현(伊山縣)과 통폐합되었다. 이 때부터 덕산이 되었다.
- 1914년 일제의 행정폐합으로 덕산군이 예산군에 통폐합되자 옛 덕산군의 산하의 도용, 고현내(일부), 거동, 고산의 4면이 고덕면으로 합병되고 내야, 외야의 2면과 고현내면 일부를 합하여 봉산면이 되었다.

## 같이 보기
- 덕산군